# 向洋地区 (広島市南区)
向洋（むかいなだ）は、広島市南区に位置する地区であり、ここでは町名に「向洋」を冠する地区の総称として用いる。

## 概要

### 地理
広島県を流れる太田川の支流猿猴川の河口東側に位置する。

### 隣接している地区
- 北側：南区小磯町・青崎・堀越。
- 東側：南区月見町。
- 南側：広島湾を挟んで対岸に安芸郡坂町及び安芸区矢野新町。
- 西側：猿猴川を挟んで対岸に南区仁保。

### 町名と地誌
- 向洋新町一丁目 ‐ 四丁目（むかいなだしんまち）
- 向洋本町（むかいなだほんまち）
- 向洋中町（むかいなだなかまち）
- 向洋大原町（むかいなだおおはらちょう）
- 向洋沖町（むかいなだおきまち）

このうち、向洋新町一丁目 ‐ 四丁目はニュータウンであり、「洋光台」と言う愛称でも呼ばれる。

## 歴史
1929年（昭和4年）4月1日まで、向洋地区は「安芸郡仁保村」（途中で仁保島村から改称）の一部に含まれていた。1945年（昭和20年）8月6日の広島市への原爆投下では、爆心地から5km離れているにもかかわらず、本地区で被爆した人もいる。

## 主要施設
- 広島市立向洋新町小学校 - 向洋新町一丁目 ‐ 四丁目、向洋沖町、および月見町の児童が通学する。それ以外（向洋本町、中町、大原町[注 1]）の児童は広島市立青崎小学校に通学する。
- ピュアークック 洋光台店 - スーパーマーケット
- ローソン 向洋大原町店 - コンビニエンスストア
- 広島バス向洋車庫
- 広電バス向洋新町車庫 - 広島電鉄仁保営業課の車庫。
- マツダ大原寮
- 東部浄化センター - 広島県の下水処理施設
- 大原神社

かつては、スーパーマーケットを運営する、おおうちが向洋大原町に本店を置いていた。

## 交通
バス
- 21号 宇品線（広島バス[4]）
  - （県庁前・八丁堀・広島駅・向洋駅前方面） - 青崎小学校前 - 向洋本町（バイパス下） - 向洋大原 - 洋光台団地入口 - 大原神社前 - 向洋新町2丁目 - 向洋新町1丁目 - 洋光台団地北 - 洋光台団地中 - 洋光台団地
- 4号線（広電バス[5]）
  - （県庁前・八丁堀・広島駅・東本浦方面） - 向洋本町（バイパス） - 堀越3丁目 - 向洋新町1丁目 - 向洋新町2丁目 - 向洋新町3丁目 - 向洋新町 - 向洋新町車庫
- 7号線（広電バス）
  - （県庁前・市役所前・東雲方面） - 向洋本町（バイパス） - 堀越3丁目 - 向洋新町1丁目 - 向洋新町2丁目 - 向洋新町3丁目 - 向洋新町 - 向洋新町車庫
- 41号 東雲線（芸陽バス[6]）
  - （広島バスセンター・市役所前・東雲方面） - 向洋本町（バイパス） - 堀越3丁目 - （海田大正町方面）

道路　
- 国道2号（新広島バイパス） - 向洋本町及び向洋新町一丁目を通過する。
- 黄金橋 - 前述の国道2号の橋。向洋本町から対岸の仁保二丁目に架かっている。
- 東洋大橋 - 向洋大原町から、対岸の仁保沖町に架かっているが、マツダ構内の私道であり、一般の人は利用できない。
- 海田大橋 - 向洋沖町上を通過するが、同地区内から直接乗り入れることはできない。

鉄道
- 地区内は通過していない。JR山陽本線の向洋駅（安芸郡府中町）が最寄り駅となる。（名称に“向洋”とつくが、向洋地区を通過していない。これは向洋地区の住民が後述の松田重次郎とともに資金を集めて設立した請願駅だからである[7]）

## 出身・ゆかりのある人物
- 松田重次郎 - エンジニア、実業家。
- 門眞一郎 - 日本の児童精神科医。
- 橋川文三 - 政治学研究者・政治思想史研究者・評論家。
- 沖田芳夫 - 陸上競技選手・指導者。
- 児玉好雄 - 歌手、教育者。